# Hellbender (film)
Pour plus de détails, voir Fiche technique et Distribution.
Hellbender est un film d'horreur américain réalisés par John Adams, Zelda Adams et Toby Poser sorti en 2021.

## Fiche technique
- Titre original : Hellbender
- Réalisation :  John Adams,  Zelda Adams, Toby Poser
- Musique :
- Producteurs :
- Sociétés de production :
- Sociétés de distribution :
- Pays d'origine :  États-Unis
- Langue originale : anglais
- Genre : épouvante-horreur
- Durée : 86 minutes
- Dates de sortie : 
  - États-Unis : 14 août 2021 (Fantasia Fest)

## Distribution
- Zelda Adams : Izzy
- Toby Poser : Mother
- Lulu Adams : Amber
- John Adams : Uncle
- Rinzin Thonden : AJ
- Khenzom : Ingrid